# جيم كريستي
جيم كريستي (12 ديسمبر 1904 في جنوب أفريقيا - 1 فبراير 1971 بديربان في جنوب أفريقيا) (بالإنجليزية: Jim Christy)‏ هو لاعب كريكت جنوب أفريقي. شارك مع منتخب جنوب أفريقيا الوطني للكريكت.

## وصلات خارجية
- جيم كريستي على موقع إي آس بي آن كريك إنفو (الإنجليزية)